# Tauschia tarahumara
Tauschia tarahumara är en flockblommig växtart som beskrevs av Lincoln Constance och Bye. Tauschia tarahumara ingår i släktet Tauschia och familjen flockblommiga växter. Inga underarter finns listade i Catalogue of Life.